# Tiruvalla

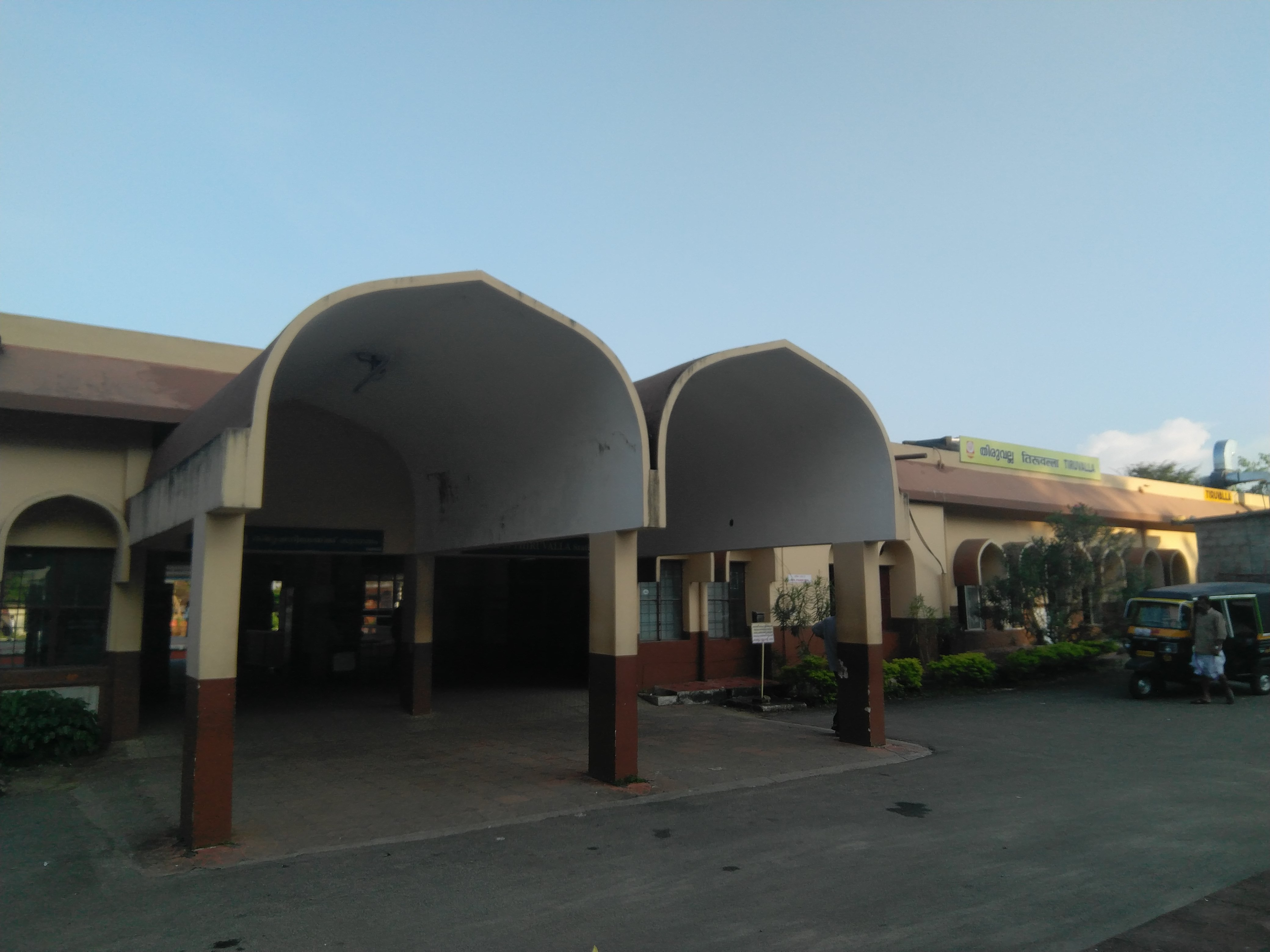
Bahnhof Tiruvalla

Tiruvalla (Malayalam തിരുവല്ല, Hindi तिरुवल्ला, Sanskrit श्रीवल्लभपुरम्) ist eine Ortschaft im Distrikt Pathanamthitta im Bundesstaat Kerala im Südwesten Indiens.
Der Bahnhof Tiruvalla (Code: TRVL) der Indian Railways ist der einzige Bahnhof im Distrikt Pathanamthitta.
In Tiruvalla befindet sich die Erzeparchie Tiruvalla.
Östlich von Tiruvalla liegen der Periyar-Nationalpark und die Ranni Forest Division.

## Persönlichkeiten
- Abraham Kovoor (1898–1978), sri-lankischer Botanikprofessor
- Athanasios Cheriyan Polachirakal (1909–1977), syro-malankara katholischer Geistlicher, Bischof von Tiruvalla
- Peter Thuruthikonam (1929–2011), Bischof von Vijayapuram